# وكالة البيئة
وكالة البيئة هي هيئة عامة غير تابعة للإدارات، تأسست في عام 1995 برعاية وزارة البيئة والغذاء والشؤون الريفية التابعة لحكومة المملكة المتحدة، تضطلع بمسؤوليات تتعلق بحماية البيئة وتعزيزها في إنجلترا (وحتى عام 2013 أيضًا ويلز).

## الأدوار والمسؤوليات

### الهدف
الهدف المعلن لوكالة البيئة هو «حماية البيئة أو تعزيزها ككل» لتعزيز «هدف تحقيق التنمية المستدامة» (مأخوذ من قانون البيئة لعام 1995، القسم 4). تتعلق حماية البيئة بمخاطر مثل الفيضانات والتلوث. تتمثل رؤية الوكالة في «بيئة غنية وصحية ومتنوعة للأجيال الحالية والقادمة».

### النطاق
يغطي اختصاص وكالة البيئة جميع أنحاء إنجلترا تقريبًا، وحوالي 13 مليون هكتار من الأرض، و22000 ميلاً (35000 كم) من النهر و 3100 ميلاً (5000 كم) من الخط الساحلي باتجاه البحر إلى حد ثلاثة أميال والذي يشمل مليوني هكتار من المياه الساحلية. بالمشاركة مع وكالة حماية البيئة الاسكتلندية، تمارس أيضًا بعض وظائفها على أجزاء من مستجمعات نهر تويد والحدود الاسكتلندية. وبالمثل، في اتفاق مع شمال الراين-وستفاليا، فإن المجالات السياسية والتشغيلية ليست متزامنة. يمارس موظفو شمال الراين-وستفاليا المسؤولية عن أجزاء من نهر دي في إنجلترا ويمارس موظفو وكالة البيئة المسؤولية التشغيلية لتلك الأجزاء من مستجمعات نهر سيفرن في ويلز.

### البنية
توظف وكالة البيئة حوالي 11200 موظفاً. وهي منظمة تشمل ثمان مديريات تقدم تقاريرها إلى الرئيس التنفيذي.
هناك مديريتان «للسياسات والعمليات»، تتعامل إحداهما مع إدارة مخاطر الفيضانات والسواحل وتتعامل الأخرى مع البيئة والأعمال. يتم دعم هذه من قبل مديرية الأدلة. أما المديرية الرابعة فهي وحدة «تسليم» عمليات واحدة، وهي مسؤولة عن الخدمات الوطنية، والإدارة التنفيذية لجميع الموظفين الإقليميين والمحليين. المديريات المتبقية هي مجموعات خدمة مشتركة مركزية للخدمات المالية والقانونية والموارد والاتصالات.
ودعماً لأهدافها، تعمل الوكالة كسلطة تشغيل، وهيئة تنظيمية وسلطة ترخيص.

### التمويل
يتم تمويل الوكالة جزئيًا من وزارة البيئة والغذاء والشؤون الريفية التابعة لحكومة المملكة المتحدة. يتم جمع أموال إضافية من إصدار التراخيص والتصاريح مثل تراخيص الاستخراج وتسجيل معالجي النفايات وحقوق الملاحة وتراخيص قضبان الصيد ومن بيانات الترخيص التي تمتلكها الوكالة.
يأتي تمويل إدارة الأصول وتحسينها والاستحواذ على أصول إدارة مخاطر الفيضانات تقليديًا من السلطات المحلية عبر لجان العمل ضد الفيضانات. ثم قامت الحكومة المركزية بسداد هذا المبلغ فعليًا في السنوات اللاحقة كجزء من حصة الإنفاق على الصيغة. تم تبسيط ذلك في عام 2005 من خلال إجراء تحويل مباشر من الخزانة إلى وكالة البيئة في شكل منحة الدفاع عن الفيضانات في المعونة.
بلغ إجمالي تمويل وكالة البيئة في 2007-2008 1025 مليون جنيه إسترليني، بزيادة قدرها 23 مليون جنيه إسترليني في 2006-2007. من هذا الإجمالي، تم تقديم 629 مليون جنيه إسترليني (61 في المائة) في شكل «منحة دفاع ضد الفيضانات» من الحكومة (578 مليون جنيه إسترليني لإنجلترا و50 مليون جنيه إسترليني لويلز). بالإضافة إلى ذلك، تم جمع 347 مليون جنيه إسترليني (34 في المائة) من خلال مخططات الشحن القانونية ورسوم الدفاع عن الفيضانات؛ و 50 مليون جنيه إسترليني (5 في المائة) جاءت من مصادر متنوعة أخرى.
في عام 2007-2008 كانت الميزانية التشغيلية 1.025 مليار جنيه إسترليني، منها 628 مليون جنيه إسترليني كانت منحة من الدوائر الحكومية الراعية للوكالة. ما يقرب من نصف إنفاق الوكالة على إدارة مخاطر الفيضانات، ويتم إنفاق الثلث على حماية البيئة (مكافحة التلوث). من النسبة المتبقية، يذهب 12% إلى موارد المياه، و6% لوظائف المياه الأخرى بما في ذلك الملاحة والحياة البرية.

### الحوكمة الشاملة
يتولى وزير البيئة والأغذية والشؤون الريفية مسؤولية الرعاية الرئيسية لوكالة البيئة ككل وهو مسؤول عن تعيين رئيس مجلس الإدارة ومجلس وكالة البيئة. بالإضافة إلى ذلك، فإن وزير الخارجية مسؤول عن السياسة العامة بشأن البيئة والتنمية المستدامة التي تقوم الوكالة بعملها في إطارها، تحديد أهداف وظائف الوكالة ومساهمتها في التنمية المستدامة، الموافقة على ميزانيتها ودفع المنحة الحكومية للوكالة عن أنشطتها في إنجلترا والموافقة على أنظمتها التنظيمية والرسوم. رئيسها التنفيذي هو السير جيمس بيفان.
استقال السير فيليب ديلي من منصب رئيس مجلس الإدارة في 11 يناير 2016، مع تولي إيما هوارد بويد منصب القائم بأعمال رئيس مجلس الإدارة. تولت إيما هوارد بويد منصب الرئيس رسميًا في 19 سبتمبر 2016.

## التاريخ
تم إنشاء وكالة البيئة بموجب قانون البيئة لعام 1995، وظهرت إلى حيز الوجود في 1 أبريل 1996. كانت مسؤولة عن كل من إنجلترا وويلز كما يوجد ترتيبات حدودية معيّنة مع اسكتلندا تغطي مستجمعات نهر تويد. تولى أدوار ومسؤوليات هيئة الأنهار الوطنية، ومفتشية التلوث التابعة لصاحبة الجلالة وسلطات تنظيم النفايات في إنجلترا وويلز بما في ذلك هيئة تنظيم النفايات في لندن. تم حل جميع الهيئات السابقة وتخلت السلطات المحلية عن دورها التنظيمي للنفايات.
في عام 2010 تم افتتاح مقر وطني جديد للوكالة في هورايزون هاوس في دينري رود، بريستول. حصل المبنى، الذي صممه أليك المهندسين المعماريين الفرنسيين، على جائزة التقييم البيئي لمؤسسة أبحاث البناء عن بنائه وتشغيله الصديق للبيئة والذي يشمل استخدام المواد المستدامة والتهوية الطبيعية والتبريد والألواح الكهروضوئية وتجميع مياه الأمطار.
في 24 أبريل 2013، تعرض بيت الأفق لحريق أدى إلى إغلاقه لعدة أسابيع. وجد تحقيق في الحريق أنه كان نتيجة لإشعال العمال بطريق الخطأ عزل جدار التجويف الصديق للبيئة في الطابق الأرضي وبسبب تصميم تدفق الهواء الصاعد، انتشر الحريق بسرعة في داخل الجدار مما أدى إلى حدوث أضرار دخان كبيرة في جميع أنحاءه. تم اخلاء المبنى بسرعة وتم السيطرة على الحريق في اقل من ساعة. اقترحت الوثيقة الداخلية الناتجة معايير إضافية للتعامل مع المواد التي تقدم مزايا بيئية ولكن يمكن اعتبارها أكثر عرضة للاشتعال.
في 1 أبريل 2013، تم دمج هذا الجزء من وكالة البيئة الذي يغطي ويلز في الموارد الطبيعية ويلز، وهي هيئة منفصلة تدير البيئة والموارد الطبيعية في ويلز.

## إدارة مخاطر الفيضانات والسواحل

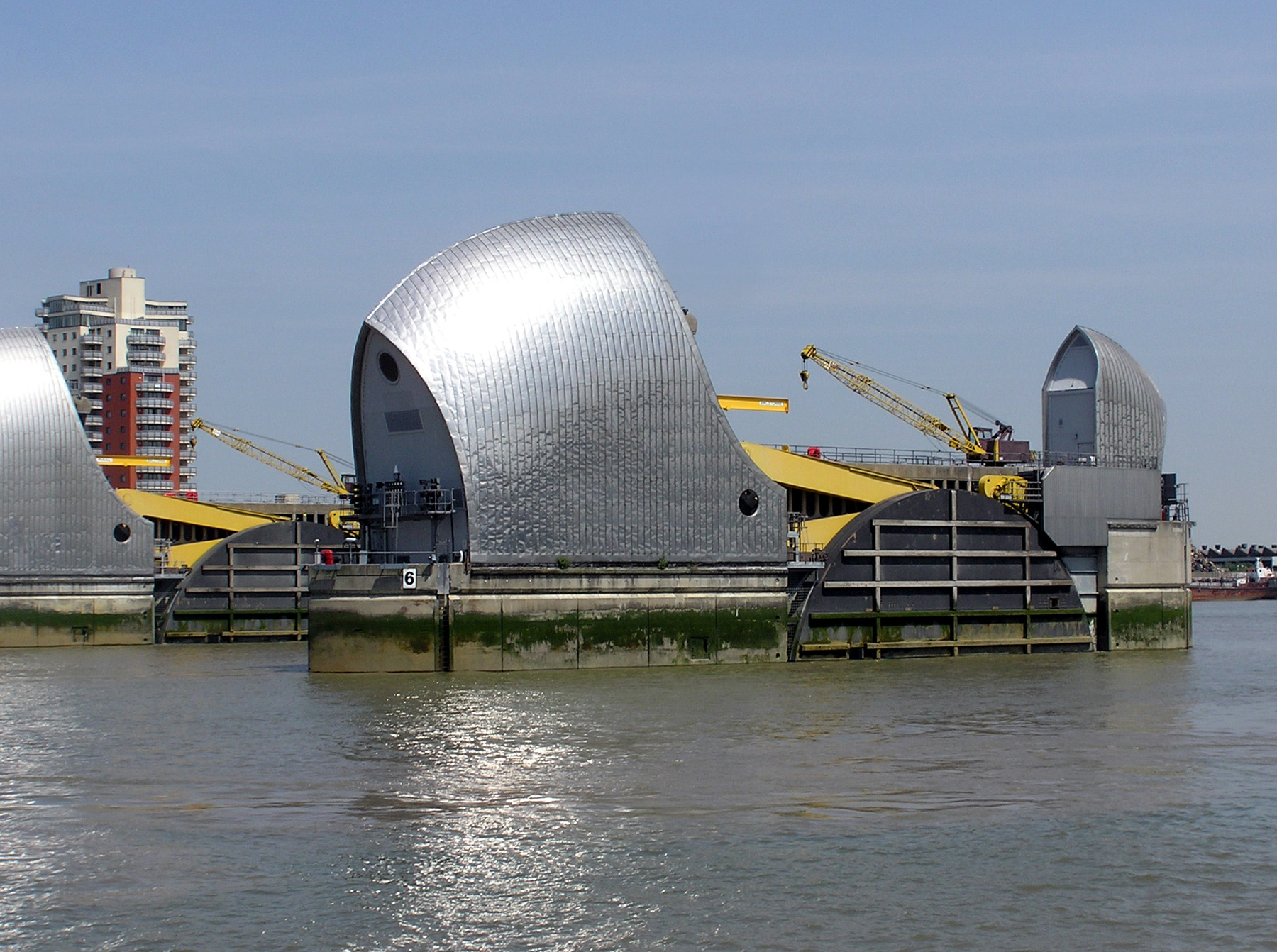
حاجز التايمز هو أحد منشآت إدارة مخاطر الفيضانات التي تديرها وكالة البيئة

وكالة البيئة هي السلطة التنفيذية الرئيسية لإدارة مخاطر الفيضانات. لديها السلطة (ولكن ليس الالتزام القانوني) لإدارة مخاطر الفيضانات من الأنهار الرئيسية المحددة والبحر. يتم تنفيذ هذه الوظائف فيما يتعلق
بالأنهار الأخرى (التي تُعرف بالمجاري المائية العادية) في إنجلترا من قبل السلطات المحلية أو مجالس الصرف الداخلية. وكالة البيئة مسؤولة أيضًا عن زيادة الوعي العام بمخاطر الفيضانات والتنبؤ بالفيضانات والتحذير منها ولديها واجب إشرافي عام لإدارة مخاطر الفيضانات. اعتبارًا من عام 2008، تضطلع وكالة البيئة أيضًا بدور نظرة عامة إستراتيجية لجميع إدارة مخاطر الفيضانات والتآكل الساحلي. يعترف مصطلح «إدارة مخاطر الفيضانات» بدلاً من «الدفاع عن الفيضانات» بأن إدارة الفيضانات ضرورية لتلبية متطلبات إستراتيجية الفيضانات المستدامة. غالبًا ما يكون من غير المجدي اقتصاديًا أو حتى من المرغوب فيه منع جميع أشكال الفيضانات في جميع المواقع، وبالتالي تستخدم وكالة البيئة سلطاتها لتقليل احتمالية أو عواقب الفيضانات.

### أنشطة لتقليل احتمالية حدوث فيضانات
وكالة البيئة مسؤولة عن تشغيل وصيانة واستبدال منشآت إدارة مخاطر الفيضانات المقدرة بنحو 20 مليار جنيه إسترليني. وفقًا لتقرير أعده مستشارون في عام 2001، يقدر أن هذه تمنع متوسط تكاليف الأضرار السنوية بحوالي 3.5 مليار جنيه إسترليني. تستثمر الوكالة أيضًا في تحسين أو توفير منشآت جديدة في المناطق التي لا يزال فيها خطر حدوث فيضانات عالية، لا سيما عندما تكون مخاطر الضرر هي الأعلى بسبب العواقب المحتملة. تم الانتهاء من حاجز التايمز قبل وقت طويل من إنشاء وكالة البيئة، لكن الأمثلة الأكثر حداثة للدفاعات الرئيسية ضد الفيضانات الساحلية تشمل مخطط إعادة التنظيم المُدار من ميدري في غرب ساسكس في عام 2013. تشمل الأمثلة الحديثة للخطط الرئيسية للوقاية من الفيضانات الداخلية نهر اليوبيل.

### أنشطة للحد من عواقب الفيضانات

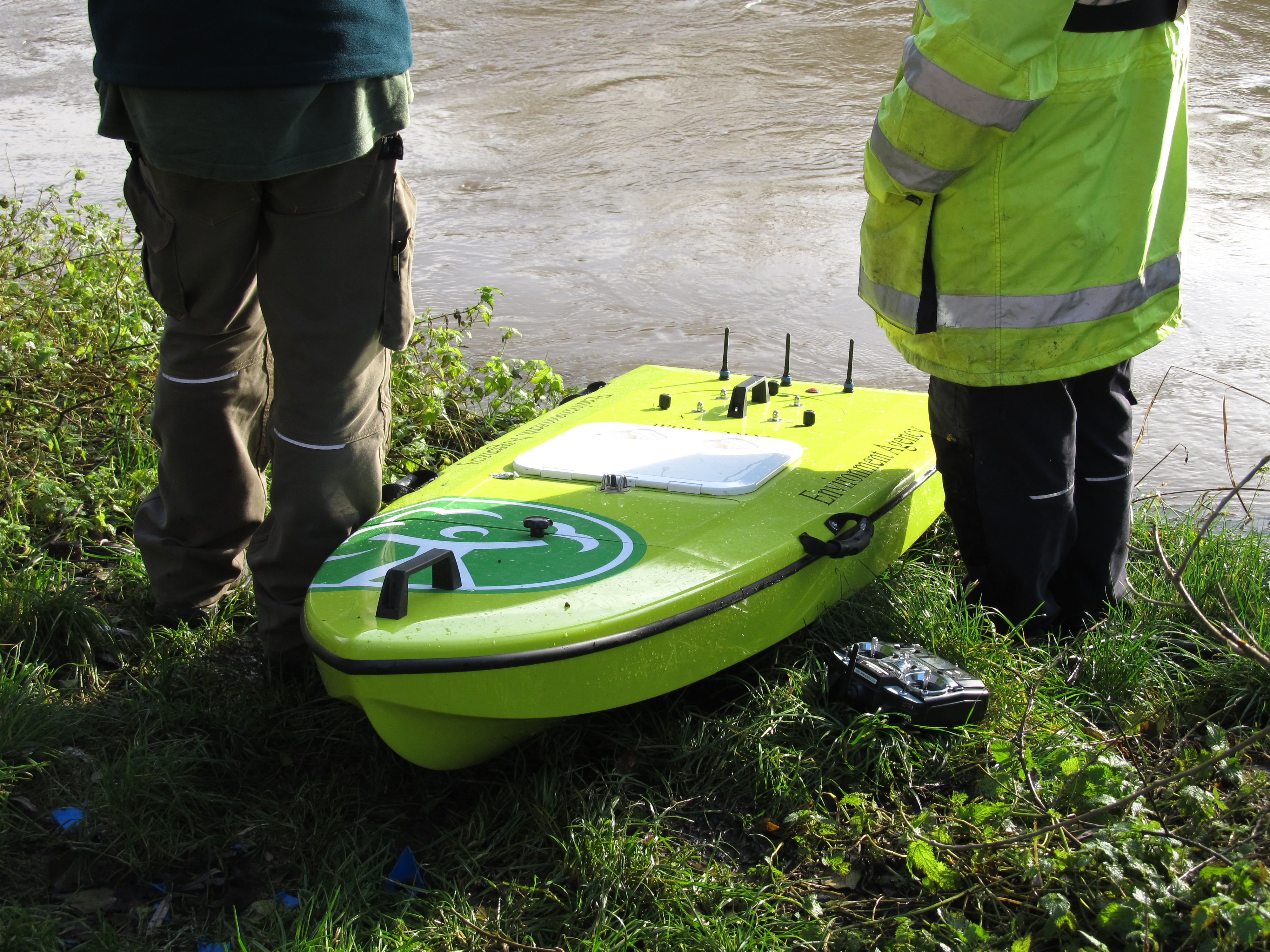
قارب إيه آر سي يتم التحكم فيه عن بعد ويستخدم لجمع بيانات الأنهار ومصبات الأنهار، مما يساعد في التنبؤ بالفيضانات

توفر وكالة البيئة أنظمة التنبؤ والإنذار بالفيضانات وتحتفظ بخرائط المناطق المعرضة للفيضانات، بالإضافة إلى إعداد خطط الطوارئ والاستجابة عند وقوع حدث ما. تقوم وكالة البيئة بوظيفة استشارية في مراقبة التنمية-التعليق على تطبيقات التخطيط في مناطق خطر الفيضانات، وتقديم المشورة لمساعدة سلطات التخطيط في ضمان تنفيذ أي تطوير بما يتماشى مع إطار سياسة التخطيط الوطني. تقدم الوكالة المشورة الفنية بشأن تقييم مخاطر الفيضانات التي يجب تقديمها مع معظم طلبات التخطيط في مناطق خطر الفيضانات. كما تدير الوكالة حملات توعية عامة لإعلام الأشخاص المعرضين للخطر والذين قد لا يدركون أنهم يعيشون في منطقة معرضة للفيضانات، بالإضافة إلى توفير معلومات حول ما تعنيه رموز ورموز التحذير من الفيضانات وكيفية الاستجابة في حالة حدوث فيضان. تدير الوكالة فيضان، وهو خط مساعدة هاتفي يعمل على مدار 24 ساعة بشأن الفيضانات. يغطي فيضان إنجلترا وويلز واسكتلندا ولكن ليس أيرلندا الشمالية، ويوفر المعلومات والمشورة بما في ذلك فحوصات مخاطر الفيضانات في الممتلكات، والتحذيرات من الفيضانات، ونصائح الاستعداد للفيضانات.
بالشراكة مع مكتب الأرصاد الجوية، يدير مركز التنبؤ بالفيضانات الذي يقدم تحذيرات من الفيضانات التي قد تؤثر على إنجلترا وويلز. تم تشكيل مركز التنبؤ بالفيضانات في عام 2009، ويقع مقرها في مركز العمليات في مقر مكتب مت في إكستر.

## البيئة والأعمال
الوكالة هي المنظم الرئيسي للتصريفات في الهواء والماء والأرض-بموجب أحكام سلسلة من قوانين البرلمان. يقوم بذلك من خلال إصدار الموافقات الرسمية للتصريف أو في حالة الصناعات الكبيرة والمعقدة أو التي قد تكون ضارة عن طريق الترخيص. يمكن أن يؤدي عدم الامتثال لمثل هذه الموافقة أو التصريح أو التسريح دون الاستفادة من الموافقة إلى الملاحقة الجنائية. يمكن لمحكمة الصلح فرض غرامات تصل إلى 50000 جنيه إسترليني أو السجن لمدة 12 شهرًا لكل جريمة تسبب في التلوث أو السماح به عن عمد. إذا تمت مقاضاته في محكمة التاج، فلا يوجد حد لمبلغ الغرامة وقد يتم فرض أحكام بالسجن تصل إلى 5 سنوات على المسؤولين عن التلوث أو على مديري الشركات التي تسبب التلوث.
للوكالة دور مهم في الحفظ والبيئة على وجه التحديد على طول الأنهار والأراضي الرطبة. تقع المسؤولية العامة عن الريف والبيئة الطبيعية في إنجلترا على عاتق منظمة إنجلترا الطبيعية. تدعم أنشطة وكالة البيئة مستخدمي الأنهار والأراضي الرطبة، بما في ذلك الصيادون والمراكب.

### تغير المناخ
ذكرت الوكالة أنها تقوم «بدور ريادي في الحد من تأثيرات تغير المناخ والاستعداد لها».

### جودة الهواء
الوكالة هي منظم لإطلاق ملوثات الهواء في الغلاف الجوي من العمليات الصناعية الكبيرة والمعقدة. وسيشمل ذلك قريبًا الانبعاثات من بعض الأنشطة الزراعية واسعة النطاق، لكن انبعاثات ملوثات الهواء من العديد من الأنشطة الزراعية ستظل غير منظمة.
تخضع المصادر الرئيسية لتلوث الهواء، مثل النقل، لتدابير مختلفة على المستوى الأوروبي والوطني والمحلي. تنظم السلطات المحلية تلوث الهواء من العمليات الصناعية الصغيرة. تعمل الوكالة مع السلطات المحلية ووكالة الطرق السريعة وغيرها لتنفيذ إستراتيجية جودة الهواء لحكومة المملكة المتحدة في إنجلترا كما هو منصوص عليه في قانون البيئة لعام 1995. وكالة البيئة لديها وحدة نمذجة وتقييم جودة الهواء التي تهدف إلى التأكد من أن تقييمات جودة الهواء لتطبيقات التصاريح والإنفاذ والتحقيقات في حوادث تلوث الهواء متسقة وذات مستوى عالٍ وتستند إلى علم سليم.

### جودة الأرض
الوكالة هي السلطة التنظيمية لجميع أنشطة إدارة النفايات بما في ذلك ترخيص المواقع مثل مكب النفايات ومرافق الحرق وإعادة التدوير. كما ينظم حركة النفايات الخطرة مثل الأسبستوس الليفي والنفايات السريرية المعدية والمواد الكيميائية الضارة. تصدر الوكالة تصاريح بيئية لمواقع إدارة النفايات ويمكن مقاضاة أي أفراد أو شركات يثبت أنهم تسببوا في التلوث أو انتهكوا شروط ترخيصهم. في الحالات الخطيرة، يحق لهيئة البيئة إلغاء التصاريح البيئية الصادرة للمواقع التي تتعارض مع شروط تصاريحها وإيقاف جميع أنشطة معالجة النفايات.

### جودة المياه
من واجب الوكالة الحفاظ على جودة المياه السطحية والمياه الجوفية وتحسينها، وكجزء من واجبها، تراقب جودة الأنهار والبحيرات والبحر والمياه الجوفية بشكل منتظم. الكثير من هذه المعلومات مطلوب بموجب القانون بموجب أحكام عدد من التوجيهات الأوروبية لإبلاغ كل من البرلمان وأوروبا ونشرها على الملأ. بعض هذه الواجبات كانت سارية المفعول من خلال الوكالات السابقة ونتيجة لذلك تحتفظ الوكالة ببعض مجموعات البيانات طويلة الأجل والتي في بعض الحالات مثل خطة المراقبة المنسقة تتجاوز 30 عامًا من جمع البيانات المتسق.
كما يتم رصد العديد من عمليات التصريف في البيئة المائية بما في ذلك مياه الصرف الصحي والصرف الصحي التجاري والزراعي.

### موارد المياه
تدير الوكالة استخدام المياه والحفاظ عليها من خلال إصدار تراخيص استخراج المياه لأنشطة مثل إمدادات مياه الشرب والري الاصطناعي وتوليد الكهرباء المائية. الوكالة مسؤولة عن الأنهار الداخلية ومصبات الأنهار والموانئ في إنجلترا. يمتد اختصاصها أيضًا إلى اسكتلندا في مستجمعات نهر تويد ونهر سولواي حيث توجد ترتيبات خاصة مع منطقة المدفوعات الأوروبية الموحدة لتجنب الازدواجية مع الاحتفاظ بالإدارة على أساس مستجمعات المياه.
توجد ترتيبات معقدة لإدارة خزانات تنظيم الأنهار، والتي تُستخدم لتخزين المياه الشتوية في الأجزاء الأكثر رطوبة من إنجلترا للحفاظ على المستويات في فصل الصيف بحيث يكون هناك ما يكفي من المياه لتزويد الأجزاء الأكثر جفافاً من البلاد بمياه الشرب.

### صيد السمك
الوكالة هي جهة تنظيمية للصيد وتبيع أكثر من مليون ترخيص قضيب سنويًا. تستخدم العائدات (حوالي 20 مليون جنيه إسترليني سنويًا) للحفاظ على جودة مصايد الأسماك في إنجلترا وتحسينها من خلال تحسين الموائل. كما تنظم الوكالة الاستغلال التجاري للمحار.

### التنقل

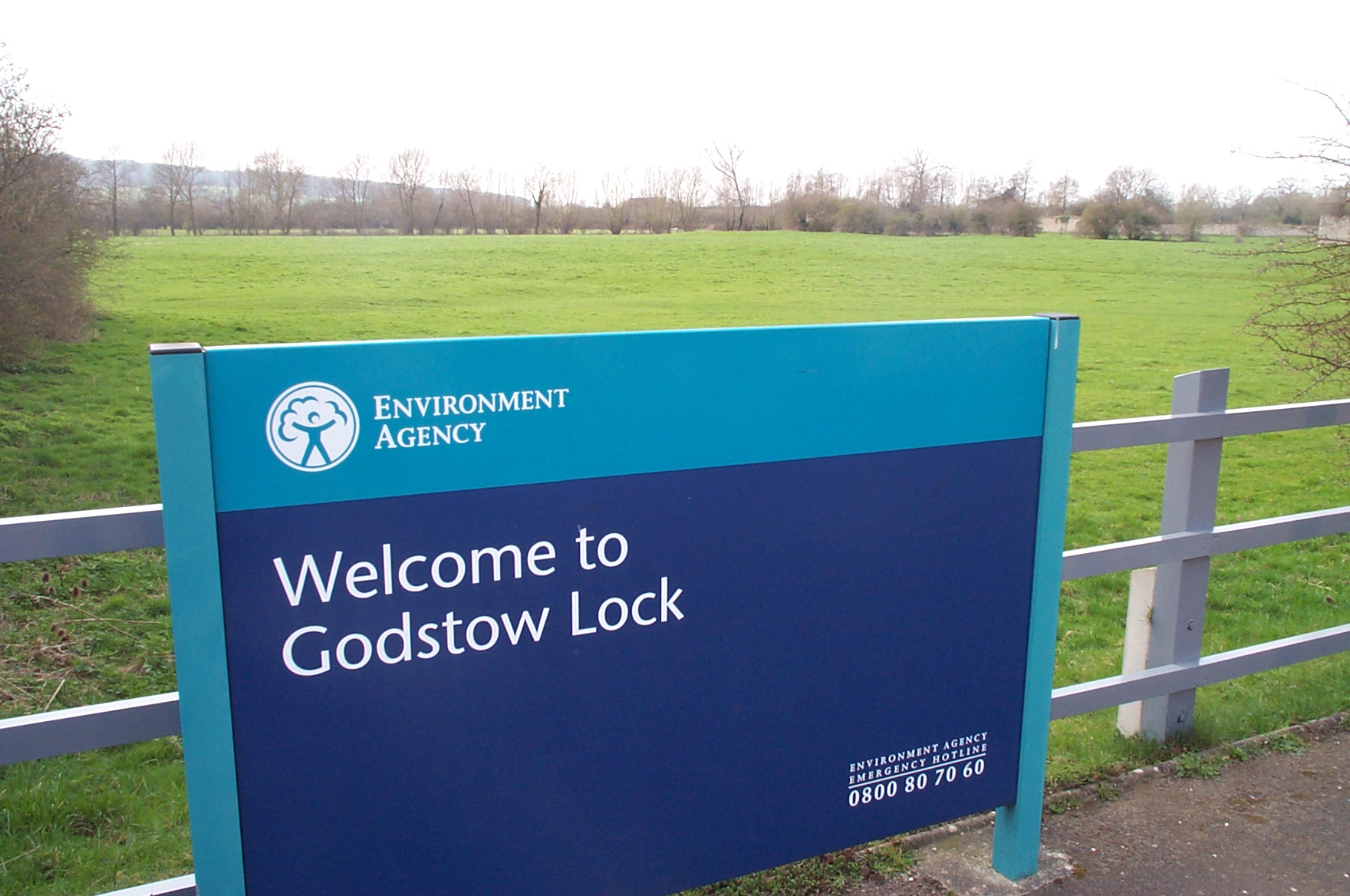
تدير وكالة البيئة العديد من الأقفال، مثل هذا الموجود في غودستو، أوكسفوردشاير

بعد مؤسسة كانال اند ريفر تراست، تعد وكالة البيئة ثاني أكبر سلطة ملاحية في المملكة المتحدة تدير الملاحة لمسافة 634 ميلاً (1020 كم) من أنهار إنجلترا. يقوم حراس القفل التابعون للوكالة بصيانة وتشغيل أنظمة السدود والسدود والأقفال لإدارة مستويات المياه للملاحة، وعند الضرورة للتحكم في الفيضانات. يبلغ الإنفاق السنوي لصيانة هذه المنشآت، بقيمة استبدال تقدر بـ 700 مليون جنيه إسترليني، حوالي 22 مليون جنيه إسترليني سنويًا. تستخدم الوكالة رسوم تسجيل حوالي 31000 مركبة على المجاري المائية لتوفير جزء من الدخل.
تشمل مسؤوليات الوكالة نهر التايمز غير المد والجزر، وملاحة ميدواي، وريفر واي وريفر لوج، والقناة العسكرية الملكية وأنظمة الفينز والأنجليان. تنظم وكالة البيئة مشروع رابط الممرات المائية فينس وهو مشروع بناء كبير لربط الأنهار في فينس والأنجليان للأنظمة الملاحية. المرحلة الأولى هي استنزاف جنوب فورتي فوت. تتولى القناة وريفر تراست الوظائف المتعلقة بمعظم القنوات.

### المسؤوليات البحرية الأخرى
وكالة البيئة هي سلطة ميناء الجاودار وسلطة الحفظ لمصب دي. كما نشرت وكالة البيئة أيضًا معلومات حول ثقوب المد والجزر، وهي تجويف ترينت إيجير وسيفيرن.

## المعدات والأسطول
تقوم وكالة البيئة بتشغيل مجموعة متنوعة من الآلات والمعدات وأسطول النقل لتنفيذ المهام المتخصصة لضباطها، وهي المسح والاستجابة للحوادث والمراقبة. نظرًا لاختصاص وكالة البيئة، فإن هذا يشمل المركبات البرية، والسفن البحرية والطائرات الخفيفة.

### المعدّات الأرضية
- ستارتيك لاند روفر ديفندر
- ميتسوبيشي أوتلاندر

### المعدات البحرية
- الحارس الأول والثاني والثالث (طوف الفهد البحري)
- سفينة مسح التايمز/ هامبر/ سيفيرن جارديان

### المعدات الجوية
- ريمس سيسنا إف 406
- سيسنا 404 تيتان

## التشاور والتأثير
تستخدم الوكالة نفوذها وتوفر التعليم لتغيير المواقف والسلوك تجاه البيئة. يتم توجيه العمل، في العديد من مجالات السياسة، نحو الأعمال والتجارة على جميع المستويات، والأطفال في التعليم، والجمهور العام والحكومة والحكومة المحلية. هذا المجال الأخير يختلف تمامًا عن الدور القانوني للوكالة لتقديم المشورة للحكومة.
في عمليات التخطيط الحكومية المحلية، فإن وكالة البيئة هي مستشار قانوني في جميع مسائل التخطيط من الخطط الإستراتيجية للمقاطعة إلى تطبيقات التخطيط الفردية. في الواقع، يتم التعليق فقط على التطبيقات التي يُحكم عليها بأنها تشكل مخاطر خاصة على البيئة بأي تفاصيل. لسنوات عديدة، كانت الوكالة تقدم نصائح قوية ضد تطوير الأراضي في السهول الفيضية بسبب مخاطر الفيضانات. في حين أنه في بعض الحالات، قد لا يتم تقدير هذه النصيحة بالكامل، في عدد كبير من الحالات، تم استخدام هذه النصيحة للتوصل إلى قرارات بشأن تخطيط التطبيقات.
وكالة البيئة هي أيضًا عضو المجلس الاستشاري لمركز استعادة النهر في جامعة كرانفيلد.

## نصيحة للحكومة
حتى تشكيل وكالة البيئة، كانت الحكومة تتلقى المشورة المتخصصة بشأن إدارة البيئة من موظفي الخدمة المدنية العاملين في الوزارات المناسبة. وقد أدى ذلك إلى ازدواجية كبيرة في الجهود وخلافات متكررة بين الحكومة والهيئات التنظيمية. تقدم وكالة البيئة الآن المشورة للحكومة مباشرة بشأن تلك القضايا التي تدخل في اختصاصها.

## التنظيم الإقليمي
يتكون الذراع التشغيلي لوكالة البيئة من 14 منطقة، جميعها تخضع لمدير العمليات. اعتبارًا من أبريل 2014، أزالت وكالة البيئة مستوى إدارتها الإقليمي (المنطقة الأنجليانية سابقًا، ومنطقة ميدلاندز، والمنطقة الشمالية الغربية، والمنطقة الجنوبية الشرقية، والمنطقة الجنوبية الغربية، ومنطقة يوركشاير والشمال الشرقي) ليحل محلها «منطقة وطنية مرة واحدة» النموذج. كما تم تغيير أسماء 14 منطقة لتعكس بشكل أفضل المناطق التي تخدمها. أسماء المناطق الجديدة هي:
- الشمال والشرق

- منطقة شمال شرق
- كمبريا ولانكشاير
- يوركشاير
- ديربيشاير، نوتنغهامشير وليسترشاير
- لينكولنشاير ونورثامبتونشاير
- غرب

- مانشستر الكبرى وميرسيسايد وتشيشاير
- غرب ميدلاندز (ستافوردشاير، وارويكشاير، غرب ميدلاندز، شروبشاير، هيريفوردشاير، ورشيسترشاير وجلوسيسترشاير)
- ويسيكس
- ديفون وكورنوال وجزر سيلي
- الجنوب الشرقي

- شرق أنجليا (كامبريدجشير، بيدفوردشير، إسكس، نورفولك وسوفولك)
- هيرتفوردشاير وشمال لندن
- غرب التايمز
- سولنت وجنوب داونز
- كينت وجنوب لندن

## نقد
منذ إنشاء وكالة البيئة، وقعت العديد من أحداث الفيضانات الكبرى وكانت الوكالة هدفاً للنقد. تم إنتاج عدد من التقارير التي توضح التطورات المختلفة في إدارة الفيضانات.

### عيد الفصح 1998 تقرير فيضانات وداعًا
في عيد الفصح عام 1998، سقط ما يعادل شهرًا واحدًا من الأمطار في ميدلاندز خلال 24 ساعة وتسبب الفيضان في أضرار بقيمة 400 مليون جنيه إسترليني وخمسة وفيات. في ضوء الانتقادات، طلبت الوكالة تقريرًا من فريق مراجعة برئاسة بيتر باي، الرئيس التنفيذي السابق لشركة سوفولك سي سي. وخلص التقرير إلى أنه من نواحٍ عديدة، كانت سياسات وكالة البيئة وخططها وترتيباتها التشغيلية سليمة، وأن الموظفين بذلوا قصارى جهدهم في الظروف القصوى، ولكن كانت هناك حالات من التخطيط غير المرضي، والتحذيرات غير الكافية للجمهور، والدفاعات غير المكتملة، وضعف المشاركة التنسيق مع خدمات الطوارئ. سلط التقرير الضوء على وجه التحديد على نظام التحذير من الفيضانات وقال إنه كان من الممكن تجنب حجم الضرر إذا أصدرت الوكالة المزيد من النصائح لأولئك الذين يعيشون في المناطق الأكثر تضررًا وأشار إلى «الأشخاص الذين لا يفهمون ما يمكنهم فعله لحماية أنفسهم عندما لقد حذروا من أنهم ليسوا محميين».

### فيضانات خريف 2000 وتعلم العيش مع الأنهار
في فيضانات خريف عام 2000، تم تقليل الأضرار من خلال الدفاعات ضد الفيضانات والتحذيرات وعمليات الإخلاء في الوقت المناسب حيث لم تتمكن الدفاعات من كبح المياه. نتيجة لذلك، تمت حماية 280 ألف عقار من الفيضانات، ولكن ما زال أكثر من 10000 عقار مغمور بالمياه بتكلفة تقدر بنحو مليار جنيه إسترليني. كلف ديفرا بمراجعة مستقلة من قبل معهد المهندسين المدنيين في عهد جورج فليمنغ. كان الاستعراض هو النظر في طرق تقدير وتقليل مخاطر الفيضانات والنظر في ما إذا كان يمكن لإدارة مخاطر الفيضانات الاستفادة بشكل أكبر من العمليات الطبيعية. وشملت الاختصاصات الأخرى التأثير المحتمل لتغير المناخ وتجارب البلدان الأخرى. انتقد التقرير الناتج بعنوان تعلم العيش مع الأنهار على وجه التحديد الإحجام عن استخدام نماذج الحاسوب والتمثيل غير الكافي للتأثيرات الديناميكية لاستخدام الأراضي وعمليات مستجمعات المياه والتقلبات المناخية. وعلى نطاق أوسع، أشار التقرير إلى أن الإدارة المستدامة لمخاطر الفيضانات لا يمكن تحقيقها إلا من خلال العمل مع الاستجابة الطبيعية لحوض النهر ومن خلال توفير التخزين اللازم، وخفض التدفق، والقدرة على التصريف. وخلصت إلى أنه لا يمكن إدارة الفيضانات إلا وليس منعها، ويجب على المجتمع أن يتعلم كيف يعيش مع الأنهار.

### تقرير مكتب التدقيق الوطني لشهر يونيو 2007
في 15 يونيو 2007، أصدر مكتب التدقيق الوطني تقريرًا عن أداء هيئة البيئة فيما يتعلق بأهدافها الإدارية وأنظمة المعلومات الخاصة بها. وسلط التقرير الضوء على أن وكالة البيئة لم تصل إلى أهدافها فيما يتعلق بصيانة أنظمة الدفاع عن الفيضانات ووضع خطط مناطق مستجمعات المياه، وأن الظروف العامة للأصول لم تتحسن بشكل ملحوظ منذ عام 2001.وخلصت إلى أن الوكالة يمكن أن تقلل من الحاجة إلى تمويل إضافي من خلال تحسين فعالية التكلفة.
على أساس التقرير، وعلى خلفية فيضانات صيف 2007، في 27 يونيو 2007، أخضعت لجنة الحسابات العامة برئاسة إدوارد لي إدارة وكالة البيئة لاستجواب شديد وخلصت إلى أن الوكالة «لم تقدم الحماية للشعب البريطاني». في رد قوي، رفض الرئيس التنفيذي الاتهام بأن وكالة البيئة قد فشلت بشكل كبير، كما زُعم في لجنة الحسابات العامة المشتركة، مشيرًا إلى أنه في السنوات السبع الماضية، تم إنشاء دفاعات لحماية 100000 منزل في السهول الفيضية، وأعداد تتلقى الفيضانات. وقد زاد الإنذار بشكل كبير وحسّن بشكل كبير رسم خرائط الفيضانات والتنبؤ بها.

### فيضانات صيف 2007 ومراجعة بيت
في أعقاب فيضانات المملكة المتحدة عام 2007، والتي خلفت 13 قتيلاً، وغمرت المياه 44600 منزل وتسببت في أضرار بلغت 3 مليارات جنيه إسترليني، أعلنت ديفرا عن مراجعة مستقلة قام بها السير مايكل بيت.
وتعرض مديرو وكالة البيئة لانتقادات عندما تبين أنهم تلقوا قبل وقت قصير من الفيضانات «مكافآت أداء» من خمسة أرقام، مع العديد من الدعوات للتبرع بالمكافآت لصناديق الإغاثة من الفيضانات. أثار متحدث باسم المعارضة سؤالاً حول توقيت إصدار المعلومات-«تمامًا كما غادر النواب لقضاء عطلة الصيف التي تبلغ 11 أسبوعًا-مما يضمن الحد الأدنى من التدقيق البرلماني».
احتوت مراجعة بيت، التي نُشرت بالكامل في يونيو 2008، على 92 توصية تبحث في جميع جوانب «أكبر حالة طوارئ مدنية في التاريخ البريطاني». تم توجيه ثلاثة عشر منها إلى وكالة البيئة، حيث نص أولها على أن وكالة البيئة يجب أن تأخذ نظرة عامة وطنية على جميع مخاطر الفيضانات (2). وأوصى بأن تقوم وكالة البيئة بتطوير أدوات وتقنيات النمذجة الخاصة بها بالعمل مع شركائها على هذا (4) (5)، وكذلك جعل بيانات تصور الفيضانات أكثر سهولة (36) (37). وأوصت بالعمل عن كثب مع مكتب الأرصاد الجوية (6) (34) (35) (65). يجب على الوكالة توفير نظام تحذير أكثر تحديدًا لمشغلي البنية التحتية (33)، والعمل مع المستجيبين المحليين لزيادة الوعي في مناطق مخاطر الفيضانات (61) والعمل مع شركات الاتصالات لطرح خطط تحذير من الفيضانات عبر الهاتف. وكانت التوصيات الأخرى أن وكالة البيئة ينبغي أن تواصل عملياتها الحالية (8) (25).[بحاجة لمصدر]
جادلت المراجعة أيضًا أن ميزانية الحكومة للدفاع عن الفيضانات البالغة 800 مليون جنيه إسترليني للفترة من 2010 إلى 2011 كانت «على ما يرام» ولكنها ذكرت أنه يجب إنفاق الأموال بشكل أكثر حكمة. قال السير مايكل بيت: «ما نجادل به هو أننا لم نكن مستعدين جيدًا الصيف الماضي لحجم الفيضانات التي حدثت».
بعد فيضانات عام 2007، تم التشكيك في التنظيم الحالي لإدارة الفيضانات في إنجلترا وويلز، مع وجود عدد كبير من الهيئات المنفصلة المسؤولة عن المكونات المختلفة. جادل جورج فليمنج، الذي ترأس اللجنة التي أنتجت تقرير تعلم العيش مع الأنهار، بأن وكالة البيئة لديها العديد من الأدوار وواجهت تضاربًا كبيرًا بين أدوارها كحامية للموئل ومنظم التخطيط، واقترح أن الوقت قد حان لتفكيكها وإنشاء وكالة مخصصة لإدارة الفيضانات. عند تركها لمنصبها كرئيسة تنفيذية في يونيو 2008، استجابت باربرا يونغ لهذه الاقتراحات، وتوقعت أن تقرير بيت من غير المرجح أن يوصي بتفكيك وكالة البيئة.

### شتاء 2013-14 فيضانات
كانت وكالة البيئة ورئيسها آنذاك كريس سميث متورطة في خلاف مع وزير البيئة أوين باترسون وأعضاء آخرين في الحكومة، وملاك الأراضي والمقيمين في سومرست. ركز الخلاف على فيضان مستويات سومرست وما إذا كان يجب تجريف نهر باريت.

### شتاء 2015–16 فيضانات
تعرضت وكالة البيئة، المسؤولة عن صيانة النهر الرئيسية، لانتقادات بسبب الإخفاقات التي أدت إلى الفيضانات بعد فترة من الأمطار الغزيرة في ديسمبر 2015 (العاصفة ديزموند، العاصفة إيفا) عبر شمال إنجلترا وأجزاء من اسكتلندا. على وجه الخصوص، أدى قرار فتح حاجز على نهر فوس إلى فيضان منازل يفترض أنها محمية. لم يكن هذا قرارًا خفيفًا، ولكن كانت هناك فرصة قوية لانهيار الحاجز أثناء إغلاقه مما يؤدي إلى مخاطر أكبر للفيضانات. بالإضافة إلى ذلك، اتُهمت وكالة البيئة بتضليل الجمهور بالقول إن رئيسها فيليب ديلي كان «في المنزل مع أسرته» عندما كان في منزل عائلة زوجته في باربادوس. في الأيام التي أعقبت الفيضانات، ورد أن موظفي الوكالة المسؤولين عن حماية المملكة المتحدة من الفيضانات حصلوا على ما يقرب من 300 ألف جنيه إسترليني كمكافآت أو حصلوا على مكافآت كبيرة في عام 2015، بما في ذلك رئيس الدعاية بوكالة البيئة الذي قاد الفريق الصحفي الذي حاول تغطية- حتى غياب رئيسهم؛ استقال بام جيلدر بدفع 112 ألف جنيه إسترليني.[بحاجة لمصدر]
أدى مدى الضرر الذي حدث في مثل هذه الفترة القصيرة عبر مناطق واسعة إلى التركيز على الأداء العام لاستراتيجيات الدفاع عن الفيضانات للحكومة المركزية في المملكة المتحدة. ثبت أن أنظمة الدفاع عن الفيضانات باهظة الثمن غير فعالة وفي بعض الحالات بدا أنها تزيد المشكلة. صرح البروفيسور ديتر هيلم، رئيس لجنة رأس المال الطبيعي التابعة لحكومة المملكة المتحدة في يناير 2016: «تميل أزمات الفيضانات إلى اتباع نمط ثابت. أولًا، هناك مساعدة فورية. ثم ثانيًا، هناك» مراجعة«. في بعض الأحيان، يؤدي هذا إلى مرحلة ثالثة من الإصلاح الحقيقي، ولكن في معظم الحالات يتم تطبيق» اللاصقات اللاصقة«. تكون هذه الأمور تدريجية ومعقولة في كثير من الأحيان، ولكنها تفشل عادةً في معالجة القضايا الأساسية، وبالتالي لا توفر سوى فترة راحة مؤقتة. هناك أسباب وجيهة للغاية لعدم نجاح» اللصقات اللاصقة«هذه المرة. النهج التقليدي للدفاع عن الفيضانات، الذي تنفذه وكالة البيئة، وتموله وزارة الخزانة إلى حد كبير، هو في أحسن الأحوال غير فعال. في بعض الأحيان يؤدي ذلك إلى نتائج عكسية، ويشجع أنواع قرارات استخدام الأراضي وإدارة الأراضي التي يمكن أن تزيد من سوء الفيضانات على المدى المتوسط».
تحدت لجنة مجلس العموم البريطاني المختارة للبيئة الرئيس التنفيذي لوكالة البيئة بشأن أدائها بالقول: «أنت [السير جيمس بيفان، الرئيس التنفيذي] قلت» سعة النهر لا تهم! «يجب أن تكون على يقين من أن النمر قد غير مكانه. وسأكرر هذا. لم تعطنا إجابة فعلية عما إذا كنت قد راقبت الموقف أم لا. أنا خائف. لقد سمحت لنهر باريت [سومرست] بالتساقط بالطمي، وسمحت للنغمة بالتراكم، وسمحت للروافد أن تتراكم بالطمي، ثم غمرت المياه.» وأضافت اللجنة: «لا تقدم وكالة البيئة [اقتباسات للعمل] عند القيام بالمشروعات، لذا لا يمكننا مقارنتها مع مثل [مع موفري المشاريع الآخرين]. هناك حجة من أجل الشفافية في إنفاقك... أنت تقول الكلمات الصحيحة وتمسك بقوتك».
استقال السير فيليب ديلي من منصب رئيس وكالة البيئة في 11 يناير 2016. صرح ديلي أنه كان يتنحى لأن «التوقعات» من دوره قد تغيرت لتعني أنه يجب أن يكون «متاحًا في غضون مهلة قصيرة طوال العام».[بحاجة لمصدر]

## الضباط السابقون والحاضرون
رئيس:
- اللورد دي رامزي (1996-2000)
- السير جون هارمان (2000-2008)
- لورد سميث (تموز 2008-أيلول 2014)
- السير فيليب ديلي (سبتمبر 2014-يناير 2016)[58][59]
- إيما هوارد بويد (من يناير 2016)

الرئيس التنفيذي:
- البروفيسور إد غالاغر (1995-2000)
- باربرا يونغ، البارونة يونغ أوف أولد سكون (2000-2008)
- بول لينستر (يونيو 2008-سبتمبر 2015)
- ديفيد روك (التمثيل، أيلول 2015-تشرين الثاني 2015)[60]
- السير جيمس بيفان (من نوفمبر 2015)[60]

## روابط خارجية
- Environment Agency
- Scottish Environment Protection Agency
- NetRegs
- Environment agency warns government over climate change damage
- Environment Agency Collection, 1786-2010
- Environment Agency Flood Monitoring Cameras

### القوانين ذات الصلة الصادرة عن البرلمان
- Text of the Control of Pollution Act 1974 as in force today (including any amendments) within the United Kingdom, from legislation.gov.uk.
- Text of the Water Act 1989 as in force today (including any amendments) within the United Kingdom, from legislation.gov.uk.
- Text of the Control of Pollution (amendment) Act 1989 as in force today (including any amendments) within the United Kingdom, from legislation.gov.uk. 
  - Statutory Instrument 1991 No. 1624 The Controlled Waste (Registration of Carriers and Seizure of Vehicles) Regulations 1991
- Text of the Environmental Protection Act 1990 as in force today (including any amendments) within the United Kingdom, from legislation.gov.uk.
- Text of the Water Resources Act 1991 as in force today (including any amendments) within the United Kingdom, from legislation.gov.uk.
- Text of the Land Drainage Act 1991 as in force today (including any amendments) within the United Kingdom, from legislation.gov.uk.
- Text of the Environment Act 1995 as in force today (including any amendments) within the United Kingdom, from legislation.gov.uk.
- Text of the Pollution Prevention and Control Act 1999 as in force today (including any amendments) within the United Kingdom, from legislation.gov.uk. 
  - Statutory Instrument 2007 No. 3538 The Environmental Permitting (England and Wales) Regulations 2007